# Предраг Враницки
Предраг Враницки (на хърватски: Predrag Vranicki) е югославски и хърватски философ, член на школата „Праксис“ през 60-те години в Социалистическа федеративна република Югославия.

## Биография
Враницки е роден на 21 януари 1922 г. в Бенковац, Кралство Югославия. По време на Втората световна война се включва към антикомунистическата съпротива в Югославия. През 1947 г. завършва философия в Загребския университет. През 1951 г. защитава докторат във Факултета по философия на Загребския университет. Предраг Враницки е началник на катедрата по теоретична философия и също така на катедрата по марксистка философия. От 1964 до 1966 г. е декан на Философския факултет на Загребския университет, а от 1972 до 1976 г. е ректор на университета. Заедно с професор Владимир Филипович е един от основоположниците на Института за философия, както и негов първи директор (1967).
През 1966 г. е президент на Югославското философско общество. През 1979 г. е избран за академик на Хърватската академия на науките и изкуствата.
През 1965 г. се присъединява към редакторската колегия на списание „Праксис“.
Умира на 31 януари 2002 г.

## Основни трудове
Враницки се интересува от проблемите на хуманизма, историята и свободата и неговите главни трудове са:
- Prilozi problematici društvenih nauka, Zagreb 1951.
- Dijalektički i historijski materijalizam Filozofska hrestomatija, kniga X, Nakladni zavod Matice Hrvarske, Zagreb, (1958.)1982.
- Čovjek i historija, Sarajevo 1966.
- Historija marksizma (1987., 3 knjige) Cekade, Zagreb, ISBN 86-7091-062-4
- Misaoni razvitak Karla Marxa, Zagreb 1953.
- Filozofske studije i kritike Zagreb 1957.
- Marksizam i socijalizam, Liber, Zagreb 1979.
- Socijalistička alternativa Školska knjiga, Zagreb 1982.
- Filozofija historije (3 knjige) Golden marketing, Zagreb, 1988.